# Passe-partout (lijst)

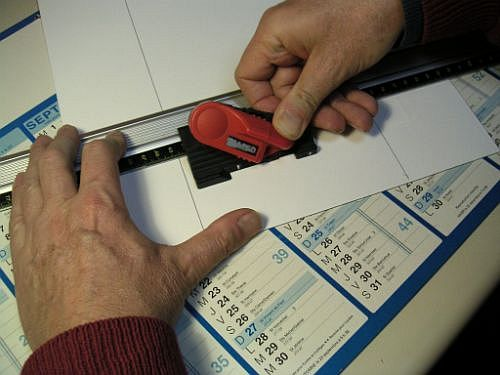
Een passe-partout wordt gemaakt met een speciale passe-partoutsnijder, die in verstek door de kartonnen plaat snijdt.

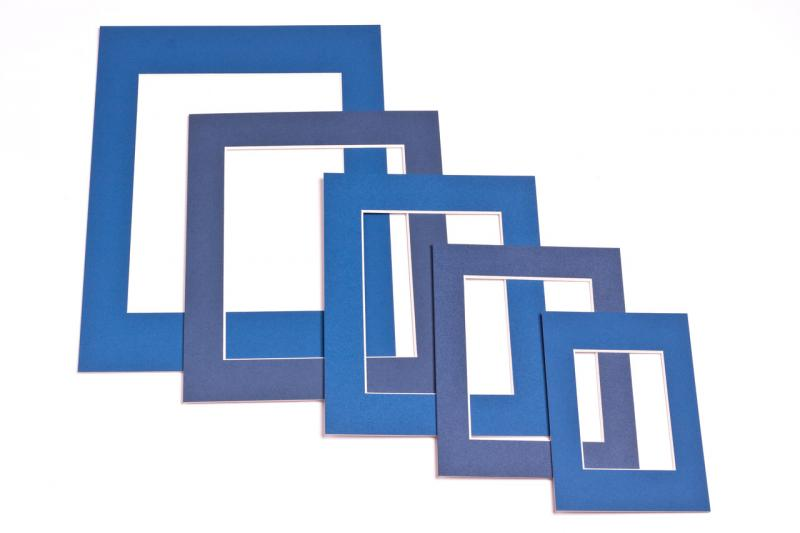
Blauwe passe-partouts, met de witte verstekkanten zichtbaar.

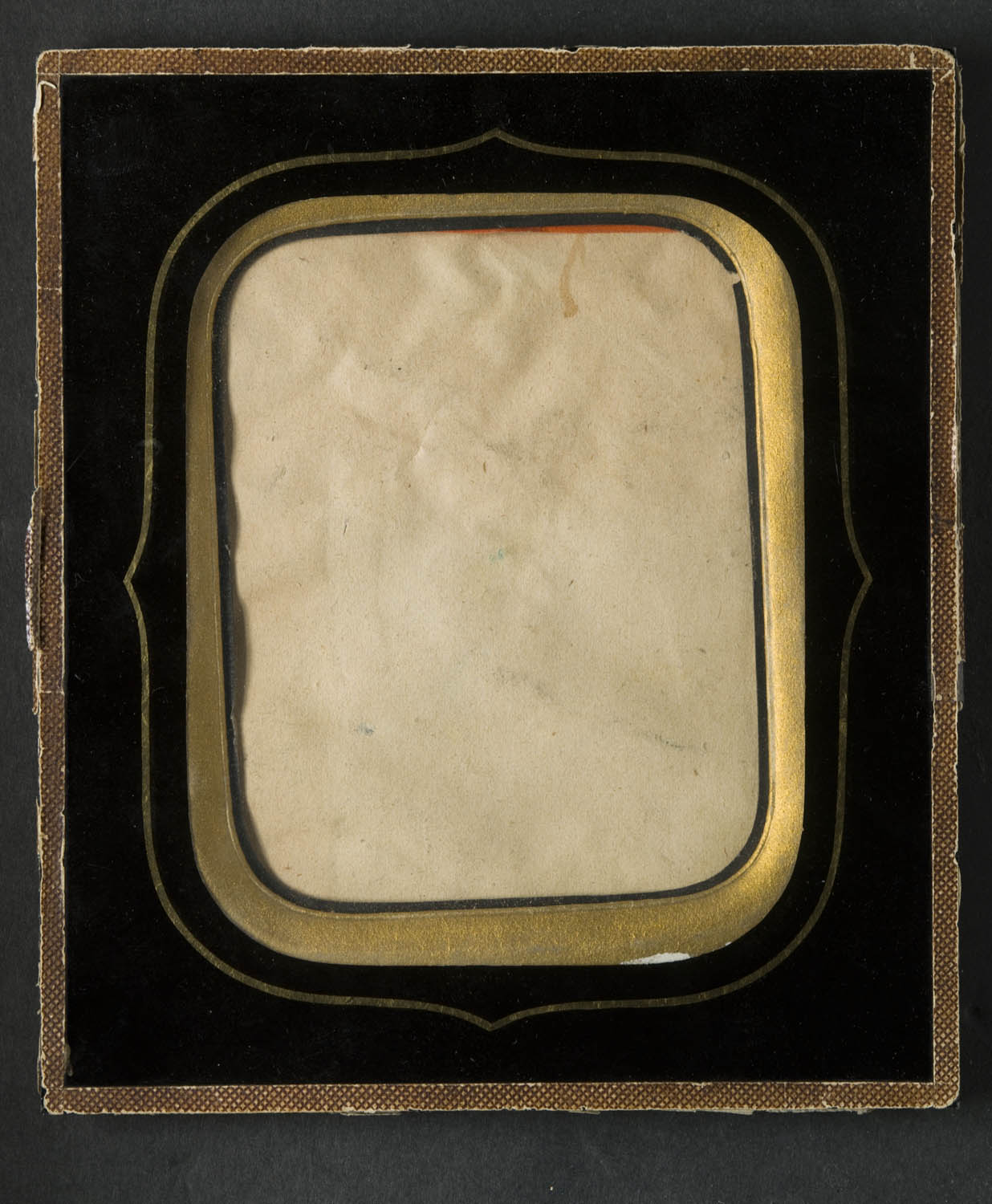
Het zwart van deze passe-partout is geen losse toevoeging, maar is op het afdekglas geschilderd. Het goudkleurige deel is wel los. (Klik hier voor het bijbehorende werk: een fotoportret uit 1852 van een Zweeds echtpaar.)

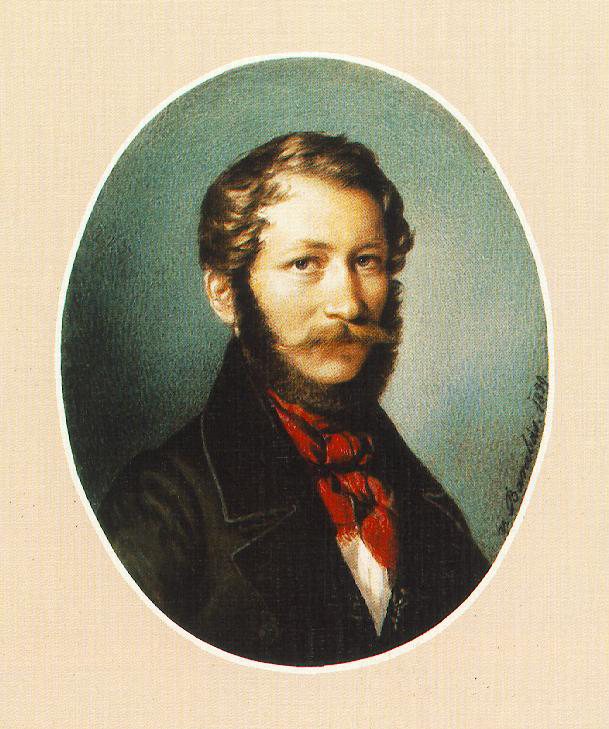
In ellipsvormige passe-partout:
de Hongaarse schilder Miklós Barabás

Een passe-partout is een omranding, veelal van karton, die om of over een ingelijste afbeelding wordt gelegd en de ruimte tussen de lijst en het werk vult. Gewoonlijk dient dit om het kunstwerk te beschermen tegen beschadiging of om het beter tot zijn recht te laten komen in de omlijsting, maar er zijn veel meer toepassingen. Passe-partouts zijn een praktische oplossing als een beeld in een ruime lijst geplaatst moet worden. Verder komen ze van pas als een deel van het werk afgeschermd moet worden, bijvoorbeeld bij een foto die in een hoek een storend detail heeft. Ook zijn er passe-partouts die dienen om meerdere werken in één lijst te tonen. Met name als een aquarel of foto achter glas wordt ingelijst, is een passe-partout noodzakelijk, anders zou het oppervlak van het werk in aanraking komen met het glas.

## Passe-partouts snijden
In het karton van de passe-partout wordt in het midden een meestal rechthoekig venster van de gewenste grootte gesneden. De gangbare praktijk is, om dit zo te doen dat de signatuur van de kunstenaar zichtbaar blijft. De uitsnede is meestal rechthoekig of ovaal, maar dit hoeft niet. De binnenranden van het karton worden vaak schuin afgesneden, waardoor er wat diepte in het geheel komt en de randen van de passe-partout geen schaduw op het kunstwerk werpen. Bij de hoeken is de passe-partout dan onder verstek afgewerkt. Voor het snijden van de passe-partout bestaan speciale passe-partoutsnijders.

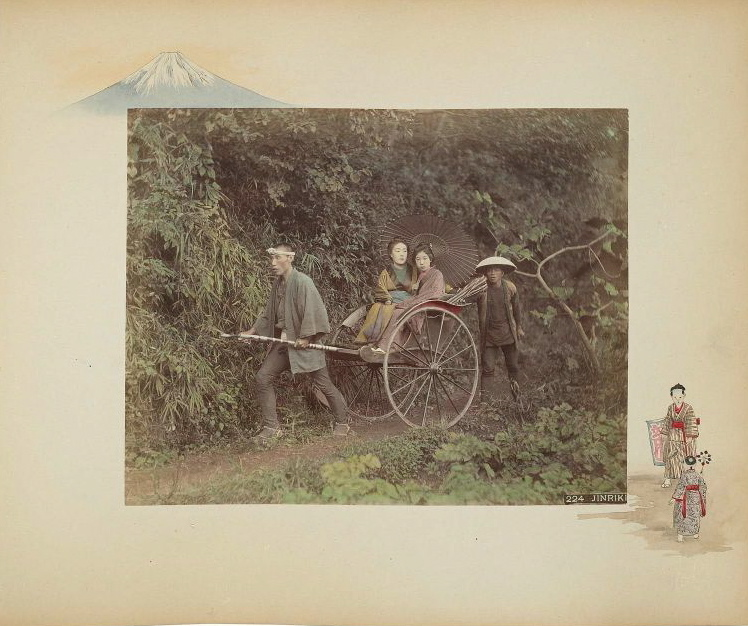
De passe-partout rond deze foto van de Italiaanse fotograaf Adolfo Farsari uit 1886 is versierd. De onderste rand is breder.

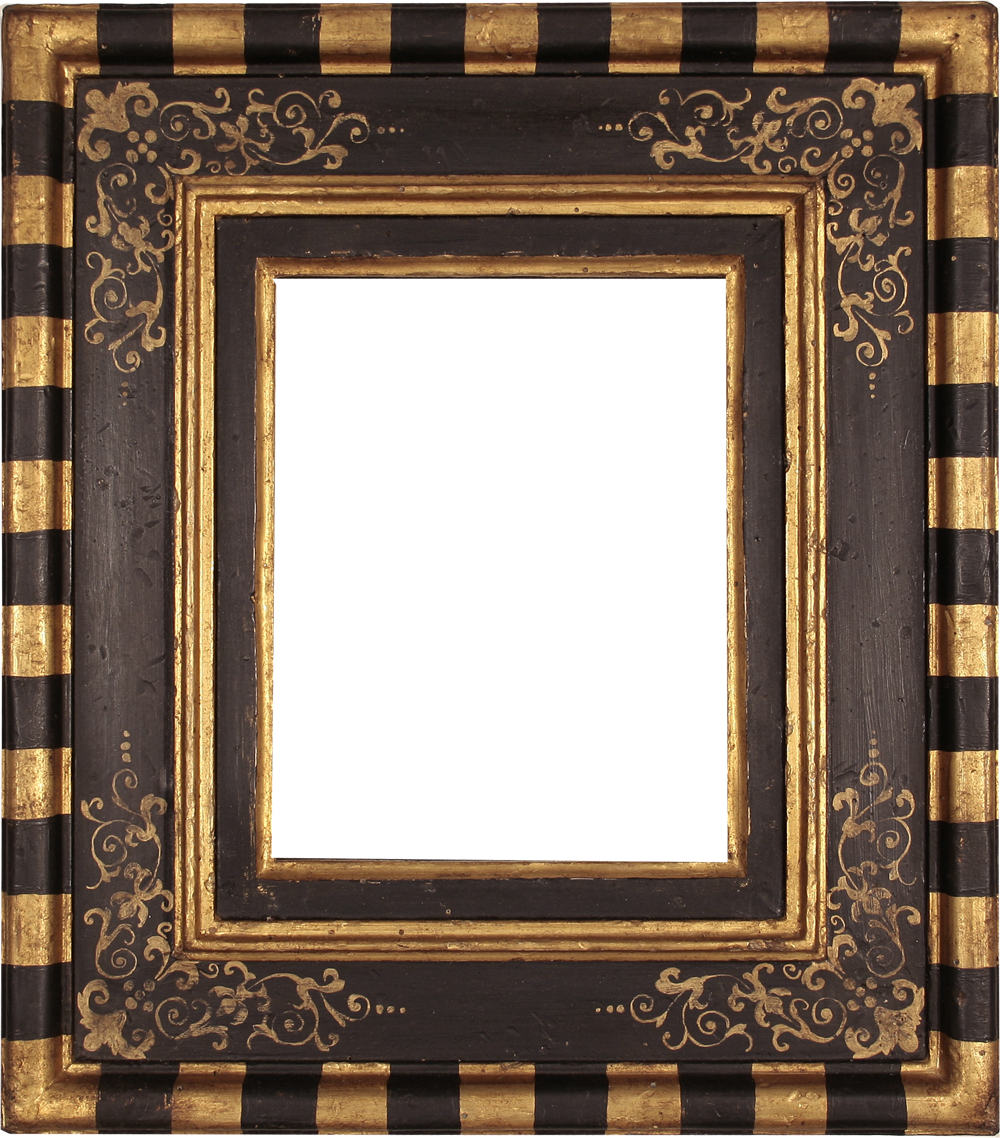

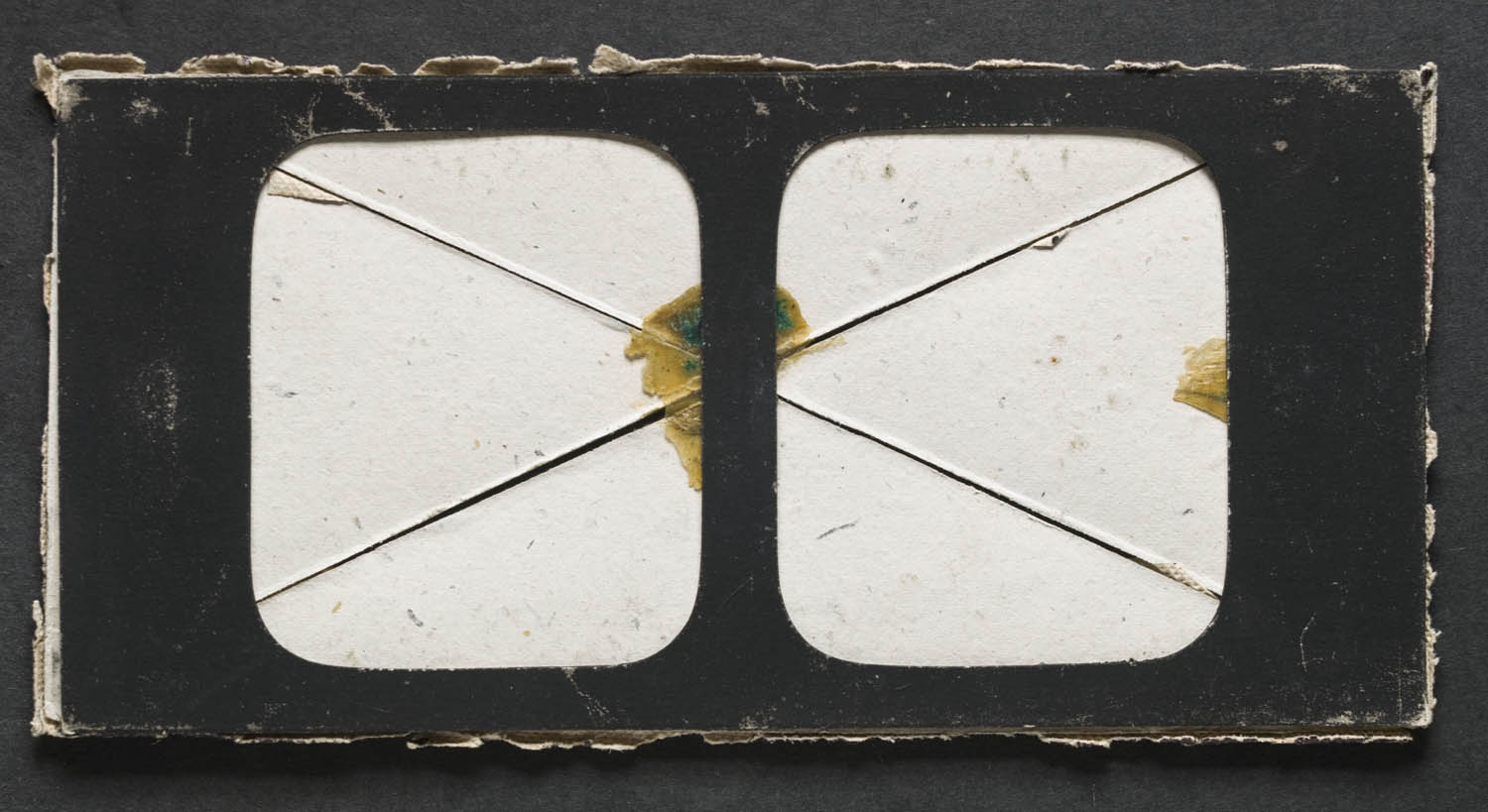
Een passe-partout uit circa 1855 voor een stereoscoop-beeld. Klik hier en hier voor de beelden: een afbeelding van een naakte vrouw met bloemen.

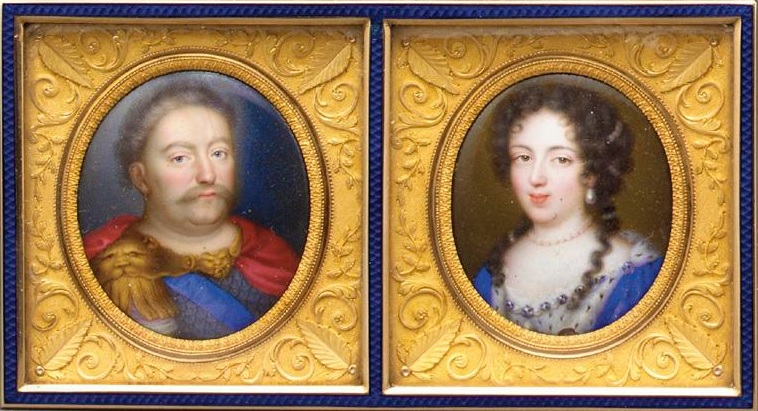
Dubbelminiatuur van het Poolse koningspaar Jan III Sobieski en Maria Casimira de la Grange d'Arquien.

Een passe-partout wordt gemaakt van een goede kwaliteit karton van enkele millimeters dik. Voor waardevolle kunstwerken is zuurvrij karton aangewezen. Meestal wordt licht gekleurd, vrijwel wit, karton gebruikt, maar soms kiest men voor een kleur die op het kunstwerk is afgestemd.
Bij traditionele toepassingen heeft het passe-partout aan de onderzijde een wat bredere rand dan bovenaan.